# Camilla Seyssel d’Aix

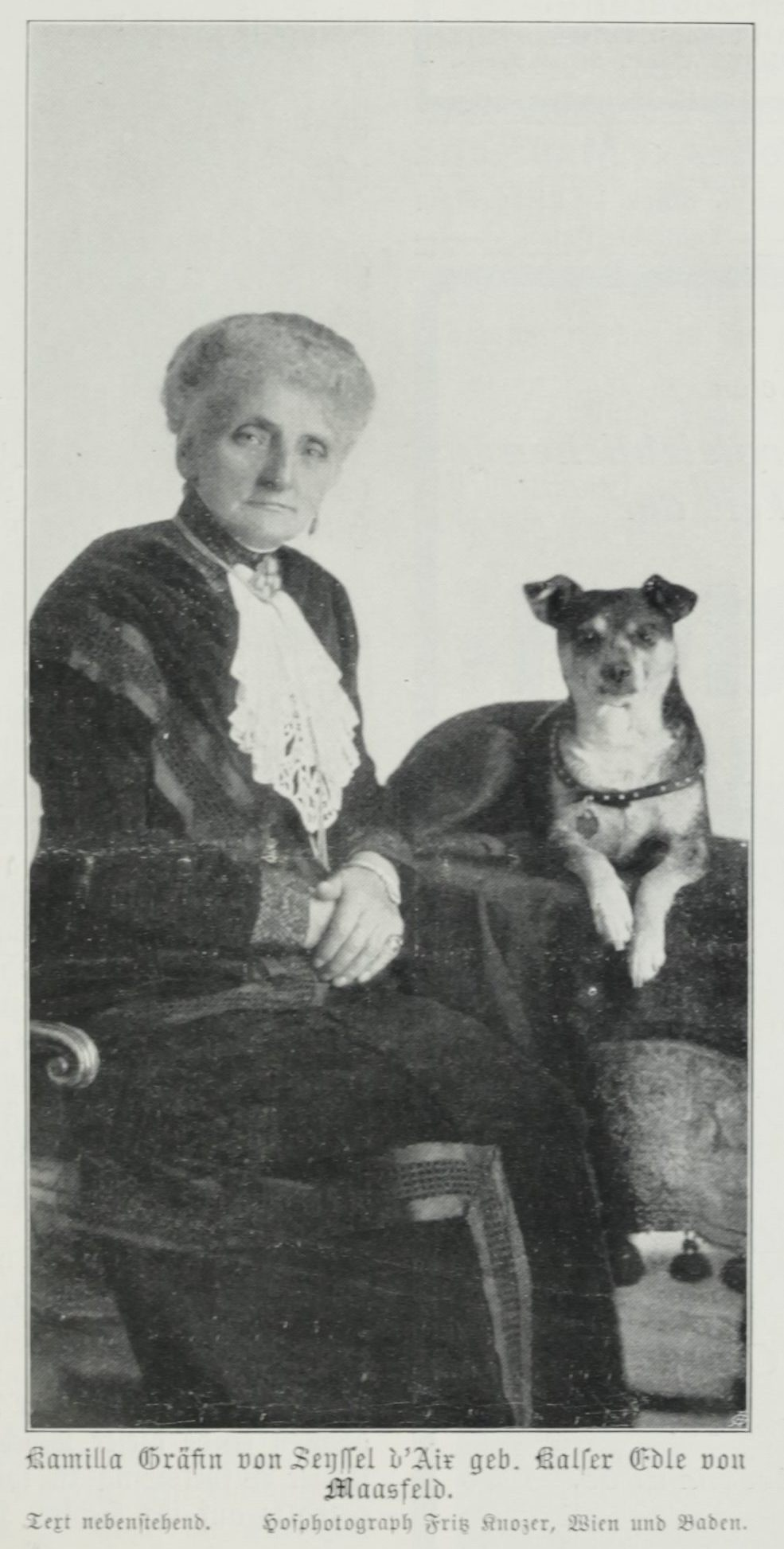
Camilla Seyssel d’Aix (um 1913)

Camilla Josepha Karola Maria Gräfin Seyssel d’Aix, Pseudonym C. Cressieux (* 7. Juli 1836 in Königgrätz als Kamilla Josepha Karola Maria Kalser Edle von Maasfeld; † 23. Dezember 1918 in Baden) war eine österreichische Schriftstellerin.

## Leben
Ihr Vater war Johann Nepomuk Kalser Edler von Maasfeld (1779–1851), der Festungskommandant von Kufstein. Nach dem frühen Tod ihrer Mutter wurde sie von den Salesianerinnen im Kloster Dietramszell erzogen, nach dem Tod ihres Vaters kam sie nach Wien. Am 30. November 1865 heiratete sie den Offizier und Militärschriftsteller August Graf Seyssel d’Aix (1812–1872),
1868 veröffentlichte sie ihren ersten Roman High-life, der „seiner freisinnigen Haltung wegen großes Aufsehen“ fand, aber „eben derselben wegen viele Widersacher“. Ihr weiteres schriftstellerisches Schaffen folgte ökonomischen Zwängen. Sie veröffentlichte zahlreiche Prosaarbeiten, zum Teil in Zeitschriften.
Um 1877 scheint sie am Genfersee gelebt zu haben, um 1885 in Graz. Sie starb 1918 in Baden (Braitner Straße 10) und wurde in der Familiengruft auf dem Dornbacher Friedhof (Gruppe 2, Nummer 58) begraben.

## Werke
- Aus dem High-life. Erinnerungen eines kleinen Fauteuil. 2 Bände. Hoffmann und Campe, Hamburg 1868 (Volltext Band 1; Band 2 in der Google-Buchsuche).
- Sechs Wochen Strohwitwer. Episode aus dem Leben. Hartleben. Pest/Wien 1869 (Volltext in der Google-Buchsuche).
- Von Wien nach Paris. Reiseskizze aus dem deutsch-französischen Krieg. 1870.[8]
- Schein und Wahrheit. Novelle. Frankfurt 1872 (Volltext in der Google-Buchsuche).
- Eine Begegnung. In: Die Gartenlaube. Heft 13, S. 209–211 (Volltext bei Wikisource)
- Die Kunstreiterin. Roman. 3 Bände. Günther, Leipzig 1873 (Volltext Band 2 in der Google-Buchsuche).